# 4th Vermont Infantry
Le 4th Regiment, Vermont Volunteer Infantry (ou 4th VVI) est un régiment d'infanterie d'une durée de trois ans de l'armée de l'Union pendant la guerre de Sécession. Il sert sur le théâtre oriental, principalement dans le VIe corps de l'armée du Potomac, de septembre 1861 à juillet 1865. Il fait partie de la brigade du Vermont.

## Histoire
En juillet 1861, le Congrès autorise le président Abraham Lincoln à appeler 500 000 hommes, pour servir pendant trois ans, sauf s'ils sont libérés plus tôt. Le 4th Vermont Infantry est le troisième des régiments de trois ans de l'État à être mise sur le terrain à la suite de cet appel, et organisé simultanément avec le 5th Vermont Infantry. Il est recruté des villes, surtout dans la partie sud de l'État[réf. nécessaire]. Neuf de ses dix compagnies sont recrutées sur la côte est de l'État, une région culturelle de l'époque.
Le premier choix du gouverneur Erastus Fairbanks pour le commandement du régiment est le lieutenant-colonel Peter T. Washburn, venant du 1st Vermont Infantry, mais il refuse en raison de sa mauvaise santé. Le deuxième choix de Fairbanks est le second lieutenant Edwin H. Stoughton, de l'U.S. Army, diplômé en 1859 de l'académie militaire de West Point dans le 6th U.S. Infantry. Il est né à Bellows Falls. Le commandant Harry W. Worthen, de Bedford, venant du 1st Vermont Infantry, est choisi comme lieutenant-colonel. John C. Tyler de Brattleboro devient commandant, et Charles B. Stoughton, frère cadet d'Edwin devient adjudant.
Le régiment se rend à Brattleboro le 14 septembre sur le terrain de ce qui est maintenant la Brattleboro Union High School. Le camp est nommé « camp Holbrook », en l'honneur du gouverneur Frederick Holbrook, de Brattleboro, qui vient d'être élu. Le 21 septembre, le régiment, 1 048 hommes, entre au service fédéral, partant ce soir là, et arrive à Washington, D.C. le soir du 23 septembre, et se rend au camp sur Capitol Hill. Quatre jours plus tard, le régiment marche vers le pont des chaînes, où il rejoint les 2nd, 3rd et 5th Vermont Infantry.
Le 9 octobre, les régiments du Vermont partent vers le camp Griffin, à environ six kilomètres (quatre miles) du pont de chaîne. Ici, le 24 octobre, le 6th Vermont Infantry arrive, complétant l'organisation de la « vieille 1st Vermont Brigade ».
L'histoire du régiment à partir de ce point est essentiellement celle de la brigade du Vermont, à l'exception de plusieurs changements d'officiers supérieurs. Le lieutenant-colonel Worthen et le commandant Tyler démissionnent le 17 janvier 1862. L'adjudant Stoughton devient lieutenant-colonel, et George P. Foster, le capitaine, de la compagnie G, est promu commandant. Le colonel Stoughton est promu brigadier général le 5 novembre 1862 ; Charles Stoughton devient colonel, le commandant Foster lieutenant-colonel, et Stephen M. Pingree, à l'origine, premier lieutenant de la compagnie E, devient commandant. Après la décharge de Charles Stoughton en raison de ses blessures, Foster devient le dernier commandant du régiment, et Pingree est promu lieutenant-colonel. Charles Stoughton et George Foster seront tous les deux brevetés brigadier général pour leur bravoure et leur service méritoire.
Le 23 juin 1864, le régiment « subit les plus grandes pertes en homme par capture » qu'il n'a jamais connues. Il est engagé avec la brigade et le sixième corps dans un mouvement contre le chemin de fer de Weldon, et est mis en avant, sous le commandement du commandant Pratt, avec un bataillon du onzième. L'ennemi perce la ligne avec une grande force, et encercle et capture sept officiers et 137 hommes du quatrième, ainsi que presque la totalité du bataillon du onzième. Les couleurs du quatrième sont sauvées par l'activité et le calme du porte-drapeau. Les officiers capturés sont le commandant Pratt, les capitaines Chapin et Boutin, et les lieutenants Carr, Fisher, Needham et Pierce. Parmi les tués, on retrouve le capitaine William C. Tracy, de la compagnie G. Son corps est trouvé gisant sur le terrain le lendemain, dépouillé de ses armes, de sa montre, de son argent et de ses bottes, et entouré par les fusils de ses hommes, montrant qu'il a rallié sa compagnie autour de lui, et qu'ils ont jeté leurs armes que lorsque leur brave chef est tombé.
Les membres d'origine du régiment, qui ne se réengagent pas, sont libérés du service le 30 septembre 1864. La première, la deuxième et la troisième compagnies de tireurs d'élite sont transférées dans le régiment le 25 février 1865, et le régiment est consolidé en huit compagnies. Les recrues d'un an et d'autres dont le terme expire avant le 1er octobre 1865, sont libérés le 19 juin 1865. Le reste des officiers et des hommes quittent le service le 13 juillet.

## Médaille d'honneur
Cinq membres du régiment reçoivent la médaille d'honneur.
- Alexander M. Beattie, capitaine, compagnie F, « retire, sous un feu nourri, un membre blessé de son commandement vers un lieu en sécurité », lors de la bataille de Cold Harbor, le 5 juin 1864.
- Robert J. Coffey, sergent, compagnie K, « a capturé seul 2 officiers et 5 soldats du 8th Louisiana Regiment (C.S.A.) », à la bataille de Salem Church, le 4 mai 1863.
- James Drury, sergent, compagnie C, « a sauvé les couleurs de son régiment, quand il a été entouré par une force beaucoup plus grande de l'ennemi et après que la plus grande partie du régiment a été tuée ou capturée », à la bataille de Weldon Railroad, le 23 juillet 1864.
- George W. Hooker, premier lieutenant, compagnie E, « a chevauché seul, en avant de son régiment, dans les lignes ennemies, et devant ses propres hommes est venu pour recevoir la reddition du commandant d'un régiment confédéré, avec les couleurs et 116 hommes », à la bataille de South Mountain, le 14 septembre 1862.
- Carlos H. Riches, premier sergent, compagnie K, « a sauvé la vie d'un officier », à la bataille de la Wilderness, le 5 mai 1864.
- Daniel D. Wheeler, premier lieutenant, compagnie G, a montré « des actes de bravoure dans l'action où il a été blessé et a eu un cheval abattu sous lui », à la bataille de Salem Church, le 3 mai 1863.

## Combats
| Engagements                               | Engagements             |
| ----------------------------------------- | ----------------------- |
| Bataille à Lee's Mills                    | 16 avril 1862           |
| Bataille de Williamsburg                  | 5 mai 1862              |
| Bataille de Garnett's & Golding's Farm    | 26 juin 1862            |
| Bataille de Savage's Station              | 29 juin 1862            |
| Bataille de White Oak Swamp               | 30 juin 1862            |
| Bataille de Crampton's Gap                | 14 septembre 1862       |
| Bataille d'Antietam                       | 17 septembre 1862       |
| Bataille de Fredericksburg                | 13 décembre 1862        |
| Bataille de Marye's Heights               | 3 mai 1863              |
| Bataille de Salem Church (ou Banks' Ford) | 4 mai 1863              |
| Bataille de Fredericksburg                | 5 juin 1863             |
| La bataille de Gettysburg                 | 3 juillet 1863          |
| Bataille de Funkstown                     | 10 juillet 1863         |
| Bataille de Rappahannock Station          | 7 novembre 1863         |
| Bataille de la Wilderness                 | 5-10 mai 1864           |
| Bataille de Spotsylvania                  | 10-18 mai 1864          |
| Bataille de Cold Harbor                   | 1-12 juin 1864          |
| Bataille de Petersburg                    | 18 juin 1864            |
| Bataille de Weldon Raildoad               | 23 juin 1864            |
| Bataille de Fort Stevens                  | 11 et 12 juillet 1864   |
| Bataille de Charlestown                   | 21 août 1864            |
| Bataille de Opequon (Gilbert's Ford)      | 13 septembre 1864       |
| Bataille de Winchester (Opequon)          | 19 septembre 1864       |
| Bataille de Fisher's Hill                 | 21 et 22 septembre 1864 |
| Bataille de Cedar Creek                   | 19 octobre 1864         |
| Bataille de Petersburg                    | 25 mars 1865            |
| Bataille de Petersburg                    | 27 mars 1865            |
| Bataille de Petersburg                    | 2 avril 1865            |

## Décompte final
| DÉCOMPTE FINAL                                                          | DÉCOMPTE FINAL |
| ----------------------------------------------------------------------- | -------------- |
| Membres d'origine                                                       | 1048           |
| Gain (recrues et transferts)                                            | 642            |
| --- Agrégation                                                          | 1690           |
| --- Pertes ---                                                          |                |
| Tué au combat                                                           | 86             |
| Mort de ses blessures                                                   | 73             |
| Décédé de maladie                                                       | 201            |
| Mort dans les prisons confédérés                                        | 61             |
| Mort d'un accident                                                      | 3              |
| Total des décès                                                         | 423            |
| Promu dans d'autres régiments                                           | 8              |
| Démobilisé                                                              | 468            |
| Démobilisé sans les honneurs                                            | 6              |
| Déserteurs                                                              | 111            |
| Finalement disparus                                                     | 5              |
| Transféré dans le corps de réserve de vétéran et d'autres organisations | 86             |
| --- Total des pertes                                                    | 684            |
| Libérés à divers moments                                                | 583            |
| Total des blessés                                                       | 428            |
| Total des faits prisonniers                                             | 71998          |

## Lectures complémentaires
- Coffin, Howard, Full Duty: Vermonters in the Civil War. Woodstock, VT.: Countryman Press, 1995.
- -----, The Battered Stars: One State's Civil War Ordeal during Grant's Overland Campaign. Woodstock, VT.: Countryman Press, 2002.
- Cross, David Faris, A melancholy affair at the Weldon Railroad: the Vermont Brigade, June 23, 1864, Shippensburg, Pa.: White Mane, 2004.
- Dyer, Frederick Henry, A Compendium of the War of the Rebellion. New York: T. Yoseloff, 1908. 3 vol.
- Poirier, Robert G., By the Blood of our Alumni: Norwich University Citizen-Soldiers in the Army of the Potomac. Mason City, IA: Savas Publishing Co., 1999.
- U.S. War Department, The War of the Rebellion: A Compilation of the Official Records of the Union and Confederate Armies, 70 volumes in 4 series. Washington, D.C.: United States Government Printing Office, 1880-1901.